# Ekkehart Boehmer
Ekkehart Boehmer (* im 20. Jahrhundert) ist ein deutsch-amerikanischer Wirtschaftswissenschaftler und Hochschullehrer.

## Werdegang, Forschung und Lehre
Kandori begann ein BWL-Studium an der Universität Bielefeld, ehe er 1987 an die University of Georgia wechselte. Dort graduierte er 1988 als Master of Arts in Wirtschaftswissenschaft. Anschließend blieb er zum Ph.D.-Studium an der Hochschule, das er 1991 erfolgreich abschloss. 1993 kehrte er als Assistenzprofessor an der Humboldt-Universität zu Berlin nach Deutschland zurück. 1999 nahm er eine Stelle als Ökonom bei der United States Securities and Exchange Commission an, 2001 wechselte er als Forschungsdirektor zur New York Stock Exchange. Ab Juli 2003 war er Associate Professor an der Texas A&M University. 2009 folgte er einem Ruf zum ordentlichen Professor an die University of Oregon. 2011 wechselte er an den singapurischen Standort der privaten EDHEC Business School. 2014 wurde er Professor an der Singapore Management University.
Im Mittelpunkt der akademischen Forschungs- und Lehrtätigkeiten Boehmers stehen insbesondere finanzwirtschaftliche Fragestellungen rund um Wertpapierhandel mit Fokus insbesondere auf das Marktdesign, den Hochfrequenzhandel, Leerverkäufe sowie das Transaktionskostenmanagement.
2010 erhielt Boehmer gemeinsam mit Zsuzsa R. Huszar und Bradford Jordan den Fama-DFA-Preis.